# ارتش پادگان چین ژاپن
ارتش پادگان چین ژاپن (به ژاپنی: (支那駐屯軍, Shina Chutongun)، به عنوان بخشی از کمک امپراتوری ژاپن به ائتلاف بین‌المللی در چین در طول شورش مشت‌زن‌ها. از ۱۴ آوریل ۱۹۱۲ به بعد نام ارتش پادگان چین را گرفت. اگرچه معمولاً به عنوان پادگان تیانجین نامیده می‌شد.